# 陳鉞 (成化戊戌進士)
陳鉞（1437年—1496年），字廷□，四川重慶府巴縣人，民籍，明朝政治人物。治《易經》。

## 生平
十二月初五日生，行一，由國子生中式四川鄉試第五十名舉人，成化十四年（1478年）戊戌科三甲第一百名進士。。
曾祖陳彥才；祖陳斌，學正；父陳汝勤；母王氏；繼母高氏。具慶下，妻鍾氏，弟陳鈛；陳錢。